# Tour della nazionale maschile di rugby a 15 della Nuova Zelanda 1938
Il Tour della Nazionale di rugby a 15 della Nuova Zelanda 1938 fu una serie di incontri dalla nazionale di rugby della Nuova Zelanda nel 1938 e con sede l'Australia.. Con 3 successi su 3 partite, gli All Blacks conquistarono la Bledisloe Cup. I neozelandesi vinsero anche tutti gli altri match contro selezioni o squadre ad inviti.

## Risultati
Sistema di punteggio: meta = 3 punti, Trasformazione=2 punti. Punizione e calcio da mark=  3 punti. drop = 4 punti. 
| Sydney 16 luglio 1938 | New South Wales | 8 – 28 | Nuova Zelanda XV | (Cricket Ground) |

| Wellington (Nuova Zelanda) 20 luglio 1938 | Combined W.Districts | 0 – 31 | Nuova Zelanda XV | Bell Road Ground |

| Arbitro: | William Chapman |

|                   |           |                                                                  |
| c.p.: Carpenter 3 | Marcatori | mete: Parkhill, Saxton 2 Sullivan trasf.:Taylor 3 c.p.: Taylor 2 |

| Newcastle (Australia) 27 luglio 1938 | Newcastle | 16 – 39 | Nuova Zelanda XV | (Sports Ground) |

| Brisbane 30 luglio 1938 | Queensland | 9 – 30 | Nuova Zelanda XV | Exhibition Ground |

| Toowoomba 3 agosto 1938 | Darling Downs | 6 – 36 | Nuova Zelanda XV | Athletic Oval |

| Arbitro: | Percival Barnms |

|                                                             |           |                                                                          |
| mete: Carpenter 2 Collins trasf.: Carpenter c.p.: Carpenter | Marcatori | mete:Bowman, Milliken Mitchell, Phillips trasf.: Taylor 2 Drop: Morrison |

| Canberra 10 agosto 1938 | A.C.T. | 5 – 57 | Nuova Zelanda XV | (Manuka Oval) |

| Arbitro: | William Chapman |

|                          |           |                                                    |
| mete: Ramsay c.p.: Hayes | Marcatori | mete: Bowman, Saxton trasf.: Taylor c.p.: Taylor 2 |